# Алпска комбинација
Алпска комбинација је дисциплина алпског скијања која представља спој техничке и брзе дисциплине у којој се учесници такмиче у слалому и спусту. 
Алпска комбинација једна је од 5 дисциплина у Светском купу у алпском скијању. Састоји се од једне вожње спуста и две вожње слалома. Обично се одржава у два такмичарска дана с тим да се први дан вози спуст, а други слалом. Само они скијаши и скијашице који заврше све три вожње остварују бодове у комбинацији, и то првих тридесет. Након одржаних трка у обе дисциплине сабирају се постигнута времена (не бодови које су остварили појединачно у дисциплинама) и тако се добије укупни поредак. 
Иако у слалому само првих 30 из прве вожње има право возити у другој вожњи, у слаломима који се бодују за комбинацију могу другу вожњу возити и слабије рангирани такмичари уколико су пријављени за комбинацију.
Такмичар који победи у алпској комбинацији сматра се најсвестранијим скијашем, јер мора одлично да влада и техничким и брзим дисциплинама.
Такмичења у алпској комбинацији се одржавају на Зимским олимпијским играма, где се због одгађања појединих такмичења и згуснутог распореда често вози под-варијанта алпске комбинације, која се зове „алпска супер-комбинација“, а разликује се по томе што се вози само једна вожња слалома.